# Williamson-Gletscher
Der Williamson-Gletscher ist ein etwa 57 km langer Gletscher an der Budd-Küste des ostantarktischen Wilkeslands. Er fließt vom Law Dome zur Colvocoresses Bay, in die er in Form einer markanten Gletscherzunge mündet.
Der US-amerikanische Kartograf Gardner Dean Blodgett kartierte ihn 1955 anhand von Luftaufnahmen der Operation Highjump (1946–1947). Das Advisory Committee on Antarctic Names benannte den Gletscher 1955 nach John G. Williamson, Besatzungsmitglied der Sloop USS Vincennes, Flaggschiff der United States Exploring Expedition (1838–1842) unter der Leitung des US-amerikanischen Polarforschers Charles Wilkes.